# 迈萨德
迈萨德（阿拉伯语：‎）是阿尔及利亚杰勒法省的一座城市。